# Grubenholz

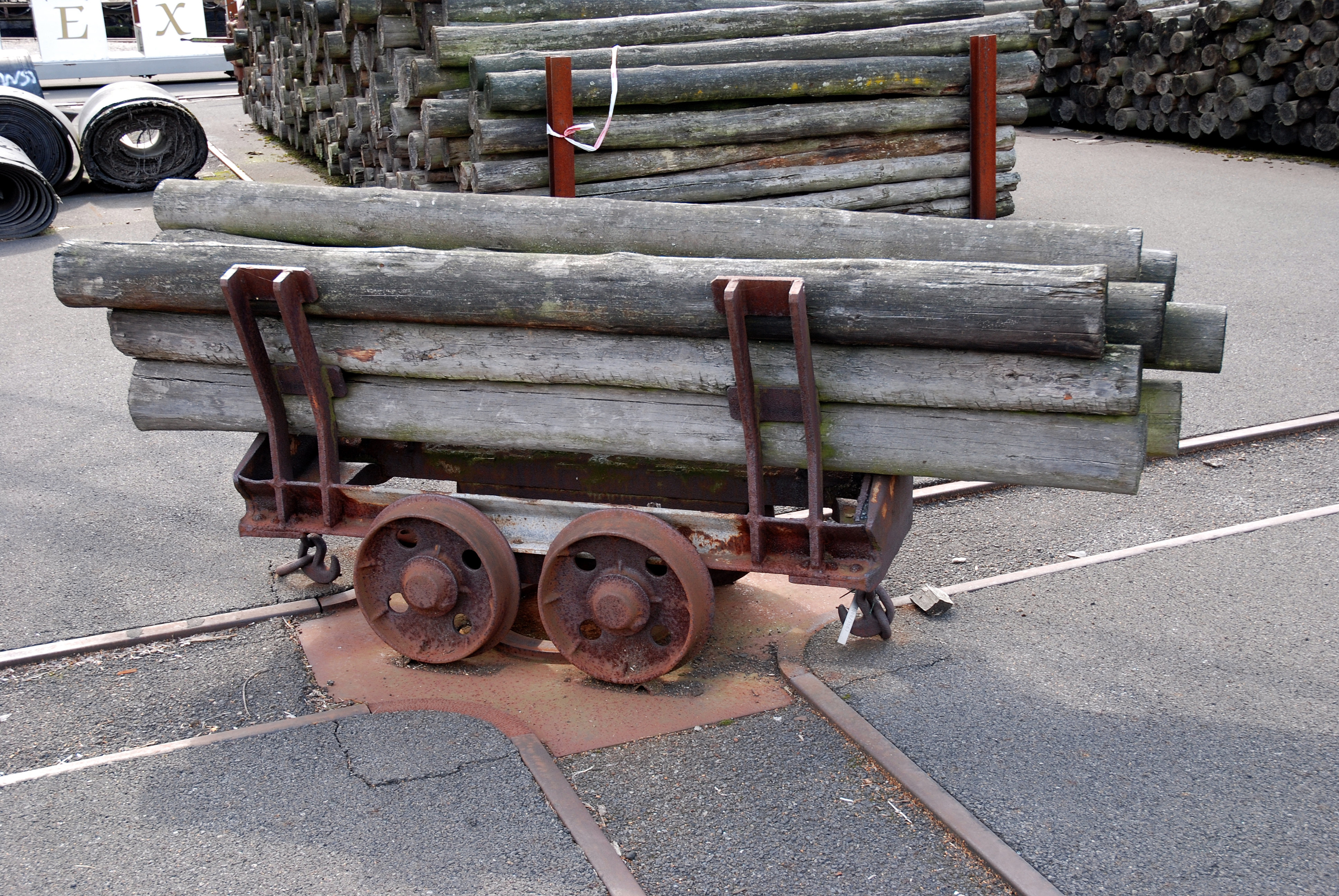
Transport von Grubenholz mittels Teckel auf Zollern II/IV

Grubenholz ist das Holz, das in einem Bergwerk verwendet wird. Definiert wird der Begriff Grubenholz durch den Verwendungszweck, somit werden alle Holzarten und Holzformen zum Grubenholz gezählt, die in bergbaulichen Betrieben, gleich ob im Tagebau oder im Untertagebau, verwendet werden.

## Geschichte

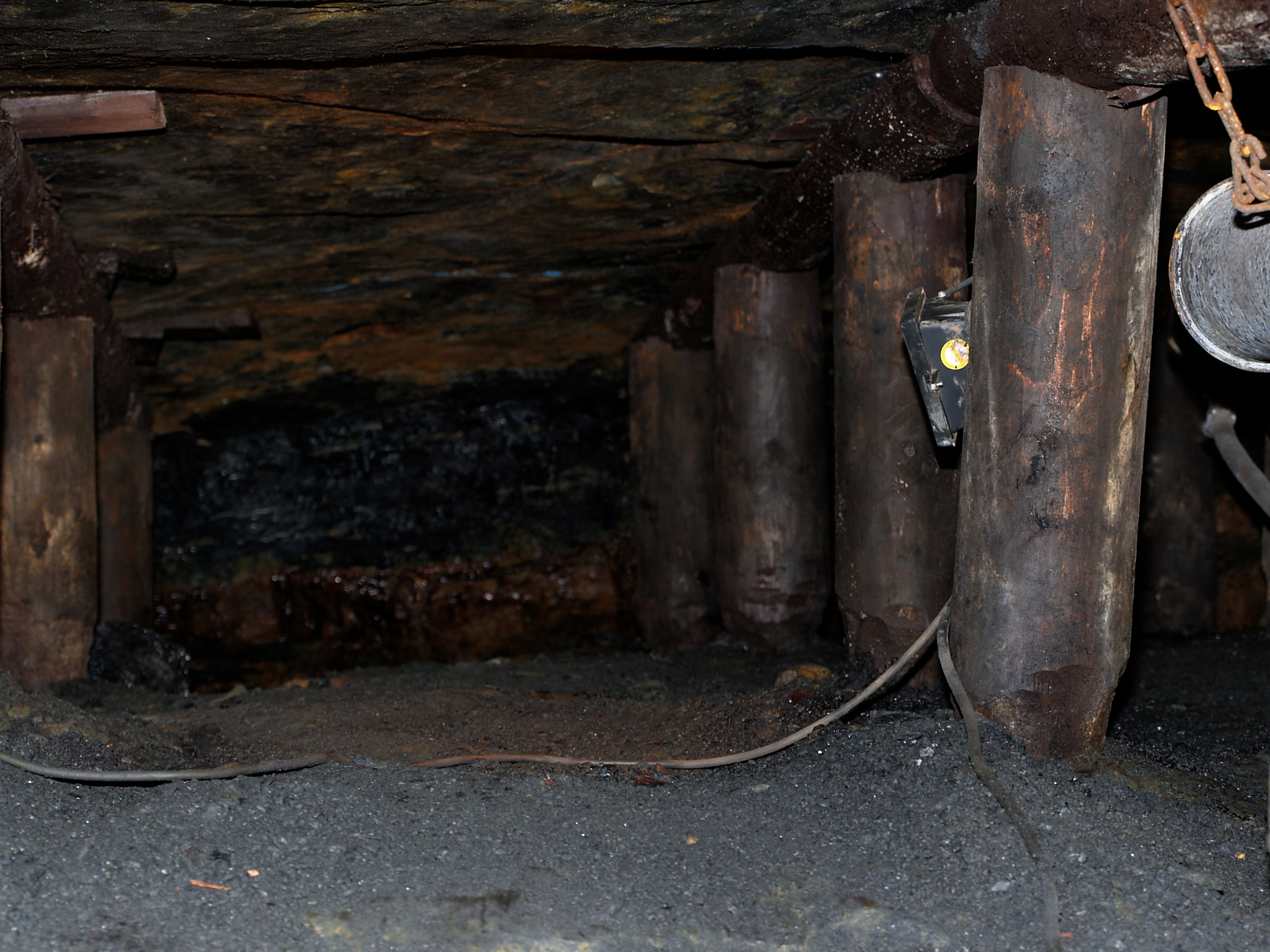
Grubenstempel in der Zeche Nachtigall

Holz war seit Jahrhunderten der vielseitigste und wichtigste, teilweise sogar der einzige Ausbauwerkstoff für den Bergbau. In den zurückliegenden Zeiten kamen enorme Mengen Holz im Bergbau zum Einsatz. Bis zur Mitte des 19. Jahrhunderts wurde fast ausschließlich Eichenholz verwendet. Grund hierfür war, dass Eichenholz nicht viel teurer als Tannenholz war, aber eine bessere Haltbarkeit hat. Das Holz wurde in sämtlichen Bereichen des untertägigen Bergbaus eingesetzt. Gegen Ende des 19. Jahrhunderts wurden alleine im Ruhrbergbau jährlich über 1.173.000 Festmeter Holz verbraucht. Im Jahr 1907 lag der Verbrauch bereits bei 2.650.000 Festmetern Holz. Dies führte dazu, dass zur Versorgung der Bergwerke mit Grubenholz ganze Wälder, teilweise sogar ganze Gebirgszüge kahlgeschlagen wurden. Um den stetigen Bedarf an Grubenholz zu decken, waren die Waldbesitzer gezwungen, andere, schnell wachsende Holzarten anzupflanzen. Während noch um das Jahr 1850 reine Eichenwälder angepflanzt wurden, wurden bereits ab dem Jahr 1870 Kiefernwälder angepflanzt. Der Vorteil dieser Baumart ist der schnellere Wuchs, sodass solche Bäume bereits nach 30 bis 60 Jahren als Grubenholz vermarktet werden konnten. Ab dem Jahr 1930 wurden im deutschen Steinkohlenbergbau Reibungsstempel und Kappen aus Stahl eingeführt. Dies führte dazu, dass der Holzausbau nach und nach aus dem Streb verdrängt wurde, was letztendlich auch zu einer Reduzierung des Holzbedarfs führte. Dennoch blieb Grubenholz auch noch bis nach dem Zweiten Weltkrieg ein wichtiger Baustoff für den Bergbau. Daran konnten auch die ansteigenden Holzpreise wenig ändern. Durch die Bergbaukrise der 1960er Jahre sank der Bedarf an Grubenholz dermaßen, dass das Grubenholz als Ausbauwerkstoff keine bedeutende Rolle mehr spielte.

## Grundlagen

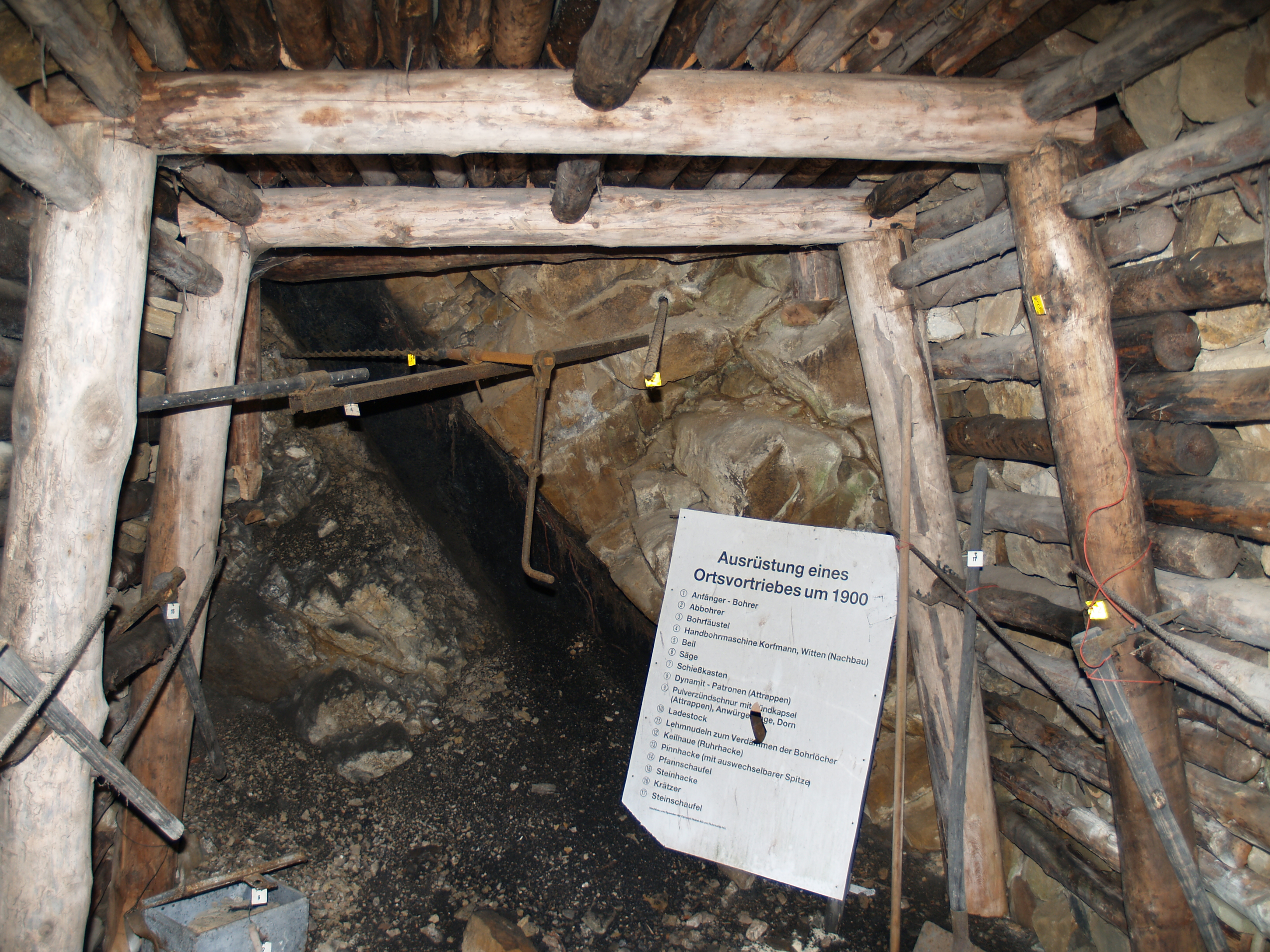
Deutscher Türstock mit Rundholzverzug (Bergbauwanderweg Muttental)

Grubenholz wird auch heute noch im Bergbau eingesetzt. Wenngleich die Verwendung von Holz speziell in zu dauernder Offenhaltung vorgesehenen Grubenbauten in neuerer Zeit stark nachgelassen hat, so hat sie auch heutzutage noch ihre Berechtigung. Insbesondere bei bergmännischen Arbeiten in Form von stützenden Elementen wird Holz Untertage eingesetzt. Holz bietet viele Vorzüge, es ist an Ort und Stelle leicht zu bearbeiten, billig im Ankauf, gewöhnlich leicht verfügbar, gegenüber Gebirgsdruck vergleichsweise flexibel und kann aufgrund seines geringen spezifischen Gewichtes leicht bewegt werden. Die Spaltbarkeit des Holzes hat einen großen Einfluss auf seine Festigkeit. Gut spaltbares Holz lässt sich zwar gut bearbeiten, es hat jedoch eine geringere Knick-, Biege- und Druckfestigkeit als schlecht spaltbares Holz. Eine besondere Eigenschaft des Holzes ist seine Warnfähigkeit bei Gebirgsbewegungen. Diese Eigenschaft des Holzes äußert sich dadurch, dass das Holz bei zunehmender Belastung durch Knistern die Bergleute warnt.
Dem gegenüber stehen Nachteile des Werkstoffes Holz im Bergbaueinsatz. Vor allem die geringere Dauerhaltbarkeit des Holzausbaus zwingt im Falle erwünschter längerer Standzeit zu regelmäßiger Erneuerung. Holz hat (bei gleichen Abmessungen) eine geringere Stabilität als Stahl oder Stahlbeton. Holz ist brennbar, anfällig gegen Nässeschäden und Pilzbefall. Ein weiterer Holzschädling ist der Grubenholzkäfer, der seinen Namen daher hat, dass er überwiegend in altem Grubenholz anzutreffen ist. Dieser Schädling breitet sich besonders in durch Pilzbefall vorgeschädigtem Grubenholz aus. Imprägnierungen können den Verfall des Holzes zwar hinauszögern, jedoch nicht komplett verhindern.

## Einteilung

### Einsatzzweck
Grubenholz wird nach der Verwendung eingeteilt in:
- Stempel und Kappen (Stämme) – tragende Ausbauteile
- Halbschalen (halbierte Rundhölzer) auch Halbhölzer genannt – Verzug und Bolzen
- Kanthölzer, Schwellen
- Quetschhölzer- zum Einbau zwischen Ausbauteilen und Gestein
- Bretter – Verzug und Vertonnung
- Scheite – für Druckkästen
- Balken – Schachtausbau (Rahmen)[1]

Das für Spurlatten verwendete Holz wird ebenfalls zum Grubenholz gezählt. Die früher mitunter zum Hinterfüttern des Ausbaus bei druckhaftem Gebirge verwendeten Faschinen zählen nicht zum Grubenholz.

### Holzarten
Grundsätzlich sind fast alle Holzarten als Grubenholz geeignet, Voraussetzung für den Einsatz ist ein dem Einsatzzweck angepasster Durchmesser des Holzstammes. Am besten sind die Holzarten geeignet, deren Holz sehr dicht ist oder bei geringerer Dichte sehr harzreich. Am haltbarsten ist das Holz der Akazie, gefolgt vom Eichenholz. Die Weißbuche und die Hainbuche sind aufgrund ihrer Zähigkeit auch gut geeignete Hölzer. Andere Laubhölzer, wie Esche, Erle, Pappel und Weide sind, da sie zu weich sind, weniger für den Einsatz als Grubenholz geeignet. Von den Nadelhölzern zählen die Föhre, die Fichte, die Kiefer, die Rottanne und die Lärche zu den für den Grubenausbau geeigneten Holzarten. Weniger geeignet ist die Weißtanne, deren Holz nicht harzreich und leicht spaltbar ist. In erster Linie eignet sich Nadelholz wie Kiefer oder Fichte für den Grubenausbau. Deren langfaseriges Holz verformt sich bei Lastaufnahme zunächst unter lautem Knacken, ehe es zu Bruch geht. Je nach Gebirgsdruck werden Stämme mit einem Durchmesser von sechs bis zehn Zoll für den Grubenausbau verwendet. Hartholz wie Eiche kann zwar höhere Lasten als Nadelhölzer aufnehmen, durch seine kurzfaserige Struktur ist es jedoch nicht warnfähig und bricht ansatzlos. Auch Buchenholz ist weniger für Ausbauzwecke geeignet, da es einerseits eine geringere Tragfähigkeit hat und auch keine Warnfähigkeit besitzt. Außerdem sind diese Holzarten sehr teuer, so dass Hartholz schon seit längerer Zeit nicht mehr im Bergbau verwendet wird.
Grundsätzlich wird das Grubenholz in Grubenrundholz und Grubenschnittholz unterteilt. Als Grubenrundholz werden alle Nadel- und Laubhölzer zusammengefasst, die in Längen von bis zu fünf Meter gesägt eingesetzt werden. Diese Hölzer werden entweder in ihrer ursprünglichen runden Form belassen, in der Längsrichtung aufgespalten oder einseitig besäumt. Die Hölzer werden mit oder ohne Rinde verwendet. Die Anforderungen an Grubenrundhölzer sind in der DIN 21320 (Grubenrundholz Technische Güte- und Lieferbedingungen) zusammengefasst. Aus Grubenrundholz werden Stempel, Kappen, Knüppel, Pfeilerholz, Bolzen und Schalhölzer erstellt. Grubenschnittholz ist bearbeitetes Holz. Es wird verwendet für Kanthölzer, Spurlatten, Fahrtenholz, Schwellen, Bohlen und Bretter.

## Haltbarkeit

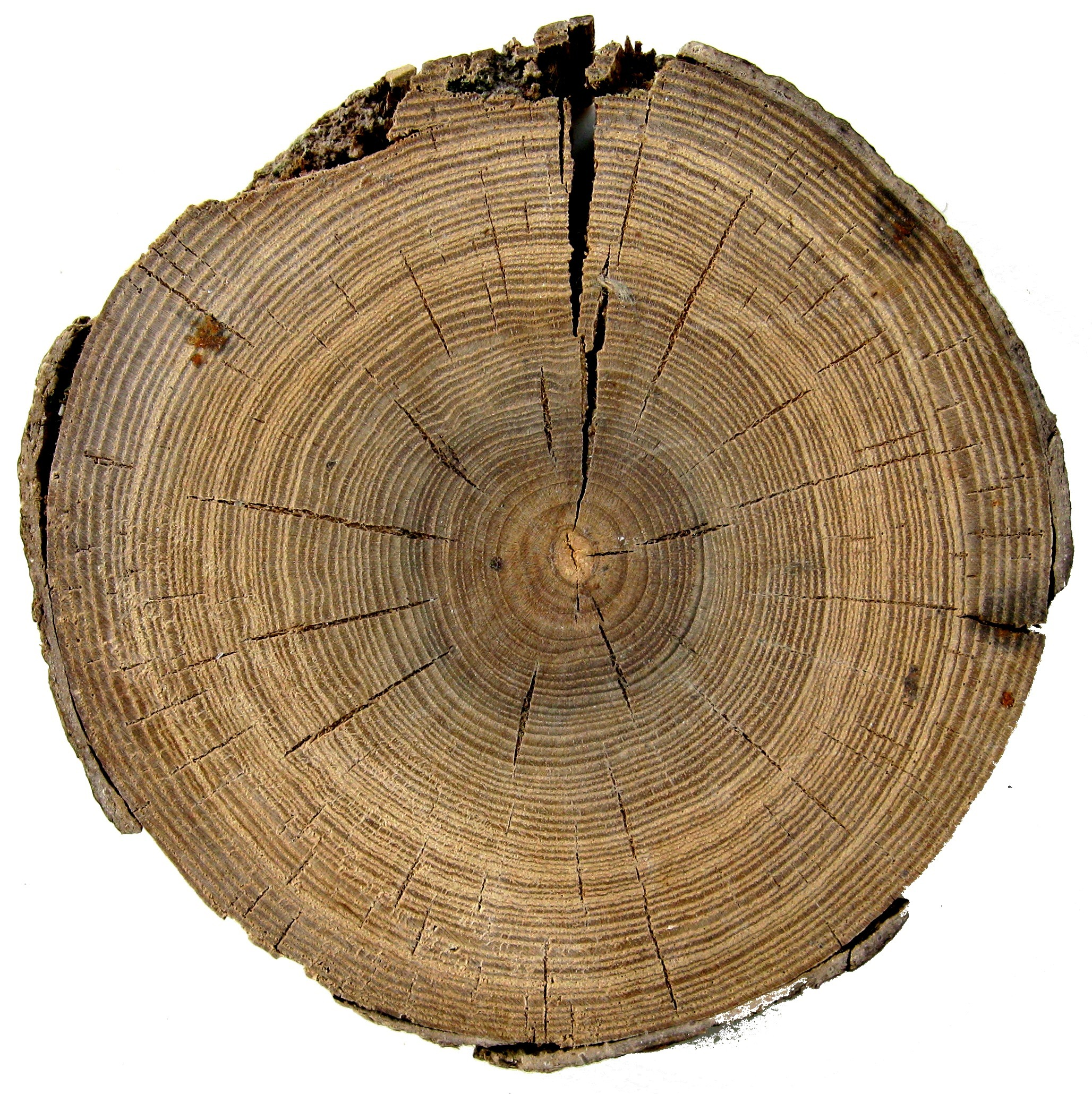
Querschnitt eines in Hallstatt gefundenen Stempels; datiert auf 680 v. Chr.

Die Haltbarkeit von Grubenholz variiert aufgrund von Umweltfaktoren stark. Insbesondere die Luftfeuchtigkeit und die Temperatur haben einen großen Einfluss auf die Haltbarkeit des Grubenholzes. Entscheidend für die Haltbarkeit ist es, dass das Holz genügend trocken ist. Nur im trockenen Zustand können sich keine Fäulnispilze am Holz festsetzen und das Holz zerstören. Bei Temperaturen unter 20 °C tritt nur eine geringe Fäulnisbildung auf. Bei einer relativen Feuchtigkeit unterhalb von 89 Prozent tritt keine Fäulnisbildung am Holz auf. Völlig trockenes Holz, aber auch Holz, das sich unter Wasser befindet, fault nicht. Durch diese Umstände bedingt ist die Lebensdauer von Holz auf Sohlen und in Strecken mit ausziehenden Wettern kürzer als in Strecken mit einziehenden Wettern. Die Haltbarkeit der einzelnen Holzarten ist sehr unterschiedlich. Eichenholz hält durchschnittlich, auch im Abwetterstrom, sieben bis acht Jahre. Gutes Eichenholz kann sogar bis zu zwölf Jahre standfest bleiben. Tannenholz hält im Abwetterstrom maximal vier Jahre, oftmals sogar noch weniger. Besonders schnell wird Buchenholz von Fäulnispilzen angegriffen. In einziehenden Wetterströmen bleibt Eichenholz etwa 25 Jahre haltbar. Kiefernholz hat in dieser Umgebung eine Haltbarkeit von bis zu 15 Jahren. Unter besonders günstigen Umgebungsverhältnissen hält Eichenholz bis zu 40 Jahre und Nadelholz bis zu 20 Jahre. Es wurde sogar in einigen Gruben im alten Mann verschiedene Zimmerungen gefunden, deren Holz bereits seit 300 Jahren im Einsatz und noch intakt war.

### Verbesserung der Haltbarkeit
Um die Haltbarkeit des Grubenholzes zu verbessern, bedient man sich verschiedener Methoden. Alle Methoden zielen darauf ab, dem Holz die Feuchtigkeit zu entziehen. Insbesondere bei Nadelhölzern hat das Entfernen der Rinde einen positiven Einfluss auf die Austrocknung des Holzes. Durch das Entfernen der Rinde wird eine natürliche Quelle der Fäulnisbildung entfernt. Methoden zur Holzkonservierung sind unter anderem die äußere Verkohlung, konservierende Anstriche und die Auslaugung oder Dämpfung. Bereits im 18. Jahrhundert begann man damit, das Holz zu imprägnieren. Bei der ersten bereits im Jahr 1705 entwickelten Methode wurde das Holz in eine Quecksilberchlorid-Lösung getaucht. In den folgenden Jahren wurden etwa 200 verschiedene Verfahren entwickelt, die oftmals nur geringe Haltbarkeitsverlängerungen erzielten. Die eingesetzten Mittel wirkten nur im Oberflächenbereich der Holzes. Die verwendeten Chemikalien waren oftmals sehr giftig und stellten somit ein großes Problem dar. Bedingt dadurch kamen Vergiftungen der Bergleute sehr häufig vor. Beim Auswässern oder Auskochen wurden die Saftanteile des Holzes entfernt. Bei dieser Methode wurde jedoch bei dickeren Hölzern das innen liegende Holz nicht erreicht. Bei der Auslaugung mit kaltem Wasser wurde dem Auslaugwasser Salzsäure beigemischt. Bei diesem Verfahren bleiben jedoch alle Holzporen geöffnet und dadurch werden die Holzfasern nicht komplett geschützt. Eine weitere Methoden ist das Baden der Hölzer in Salzsole. Hölzer, die mit Salzsole imprägniert werden, werden oftmals sehr spröde. Auch der Einsatz von ungelöschtem Kalk lässt sich zur Haltbarkeitsverlängerung des Holzes anwenden. Das Holz wird dabei mit ungelöschtem Kalk bedeckt und nach und nach mit Wasser begossen, bis der Kalk gelöscht ist. Dadurch wird das Holz härter und widerstandsfähiger gegen Fäulnisbildung. Weitere chemische Mittel zur Imprägnierung waren vitriolische Grubenwässer, Chlorbarium, Chlorzink, Zinkchlorid, Eisen- und Kupfervitriol, Borax, Schwefelbarium und Wasserglas. Ein bekanntes Verfahren ist das Hasselmannsche Verfahren. Bei diesem wurde das Holz in einem geschlossenen Kessel gekocht und unter Überdruck mit Chemikalien wie Tonerde, Ätzkalk und Eisenvitriol behandelt. Allerdings können alle wasserlöslichen Mittel den Verfall des Holzes nicht verhindern, sondern nur verzögern.

## Holzwirtschaft

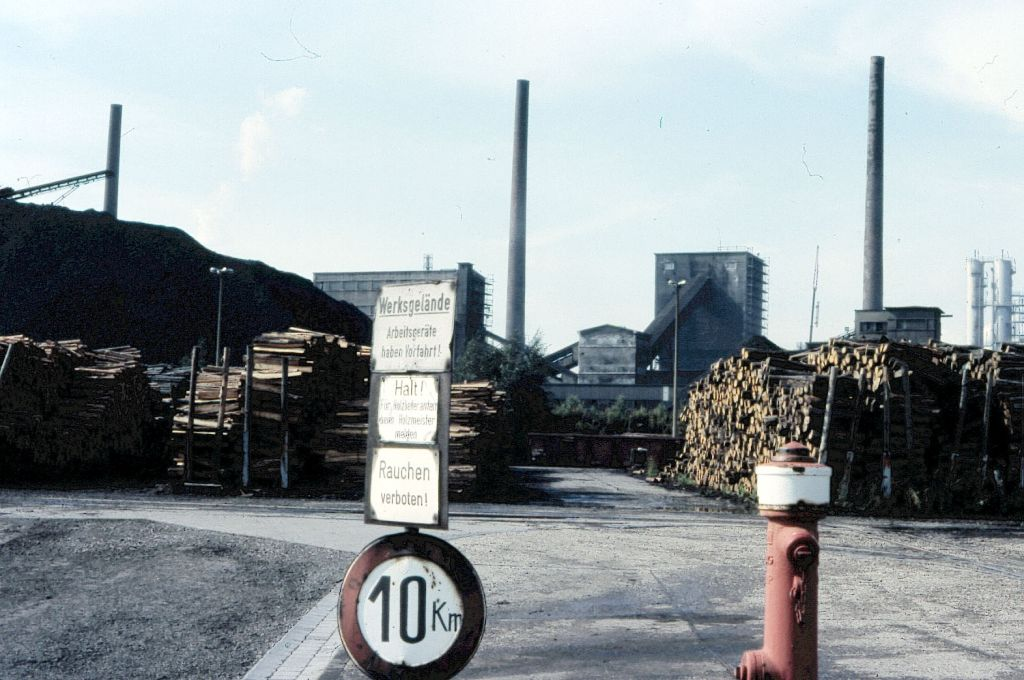
Holzplatz der Zeche Gneisenau

Damit die Grube schnell und ausreichend mit Grubenholz versorgt werden kann, muss auf dem jeweiligen Bergwerk eine Vorratshaltung vorhanden sein. Wegen der langen Anfahrtswege ist auch eine entsprechende Logistik unerlässlich. Der Holzplatz muss so groß sein, dass er entsprechend dem Tagesbedarf an Grubenholz eine Vorratshaltung von vier Monaten ermöglicht. Aufgrund der Brandgefahr durch das gelagerte Holz muss der Holzplatz eine genügend große Entfernung zu den Schächten und zu den Hauptgebäuden haben. Das Holz wird, von den Lieferanten kommend, zunächst ausgeladen und auf dem Holzplatz möglichst bodenfrei und nach Länge und Stärke sortiert gestapelt. Damit das Holz sich nicht verzieht, muss es auf dem Holzplatz vor Regen und Sonne geschützt gelagert werden. Früher erfolgte das Entladen, Befördern und Stapeln der Hölzer auf dem Holzplatz manuell, heute werden die Arbeiten in der Regel maschinell durchgeführt. Um die Arbeiten durchführen zu können, werden verschiedene Mobilkräne verwendet. Mit speziellen Stapelfahrzeugen ist auch eine Bündelung der Hölzer möglich. Damit die Hölzer in die Grube gefördert werden können, werden die Hölzer auf Rungenwagen verladen. Untertage hält jedes Revier das benötigte Holz für einen Tag auf Vorrat.

## Dendrochronologie
Die früher fast ausschließliche Verwendung von Holz im Bergbau bietet der Montanarchäologie per Dendrochronologie eine zuverlässige Methode zur Datierung alter Grubenbaue.